# 1023 Thomana
1023 Thomana là một tiểu hành tinh vành đai chính. Nó được phát hiện bởi Karl Wilhelm Reinmuth ngày 25 tháng 6 năm 1924. Tên ban đầu của nó là 1924 RU. Nó được đặt theo tên đội hợp xướng nam thiếu niên thuộc St. Thomas Church ở Leipzig, Đức.